# عقد 1900
| 1900 \| 1901 \| 1902 \| 1903 \| 1904 \| 1905 \| 1906 \| 1907 \| 1908 \| 1909 |

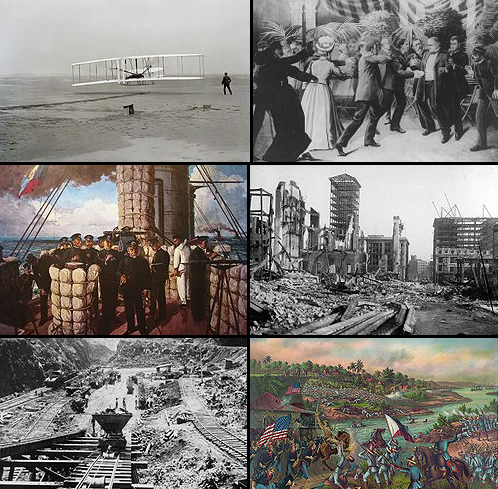
من اليسار وباتجاه عقارب الساعة: أخوان رايت يحققان أول رحلة مأهولة على متن طائرة في كيتي هوك سنة 1903. ثم اغتيال الرئيس الأمريكي ويليام مكينلي على يد ليون تشولجوز سنة 1901 خلال تجواله في معرض كل أمريكا; صدع سان أندريز يسبب زلزالا دمر معظم مدينة سان فرانسيسكو وخلف 3 آلاف قتيل سنة 1906; وفي الفلبين حيث تمكنت الولايات المتحدة من السيطرة عليها سنة 1902 بعد الحرب الفليبينية الأمريكية؛ إزاحة الصخور لبناء قناة بنما؛ الأدميرال توغو سنة 1905 قبيل معركة تسوشيما، إحدى معارك الحرب الروسية اليابانية التي أدت إلى انتصار اليابان وظهورها كقوة عظمى.

بدأ هذا العقد من 1 يناير 1900 وانتهى في 31 ديسمبر 1909.

## أحداث

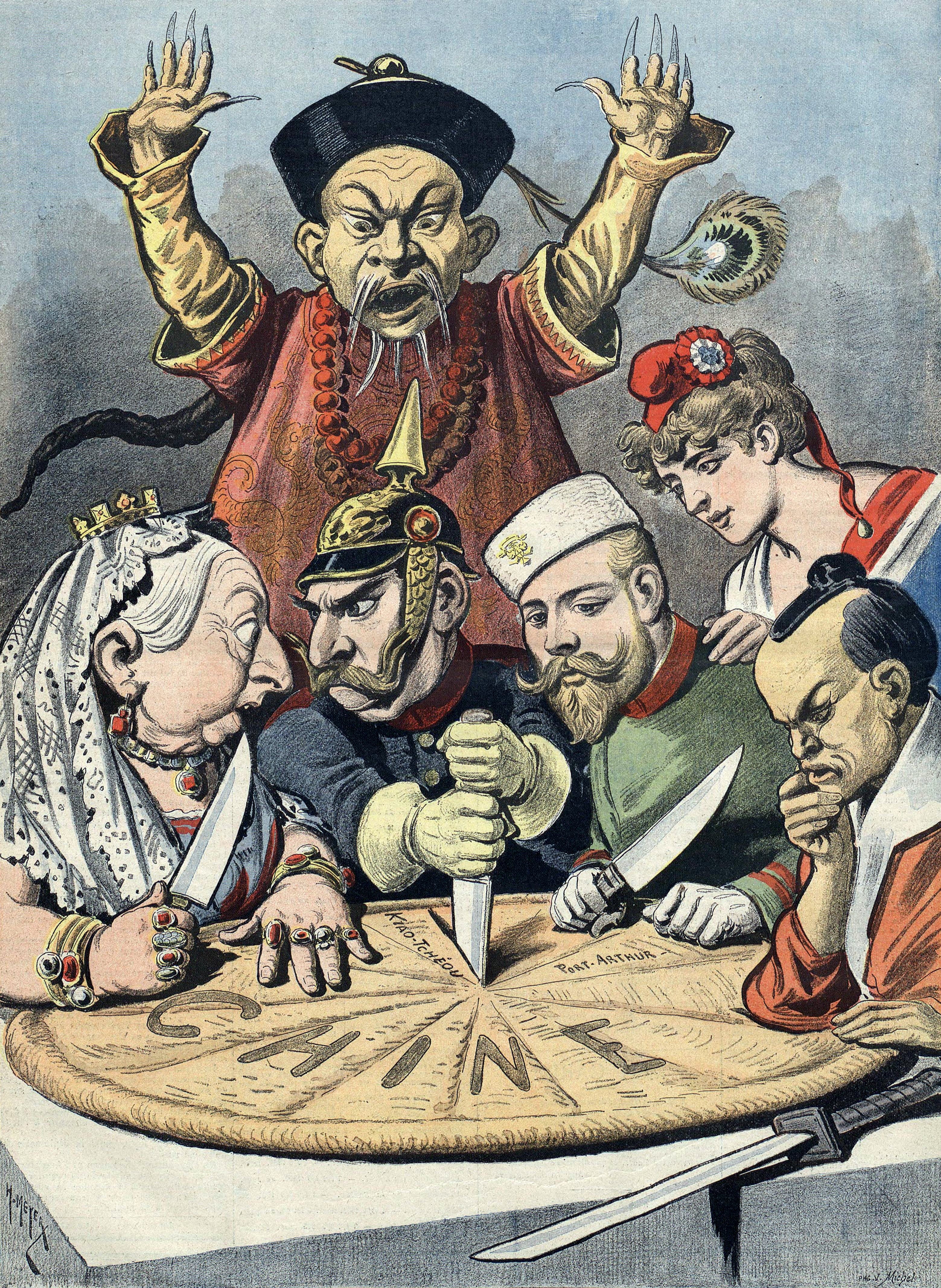
موظف ماندرين بلباس المانشو في الخلف مصدوما، وأمامه الملكة فيكتوريا (الإمبراطورية البريطانية) وفيلهلم الثاني (الإمبراطورية الألمانية) ونيقولا الثاني (الإمبراطورية الروسية) وماريان (الجمهورية الفرنسية الثالثة) وساموراي (إمبراطورية اليابان) يغرزون سكينا على حلوى كتب عليها بالفرنسي Chine الصين، تصوير يبين الإمبريالية الجديدة وتأثيرها على الصين.

### الحروب
- نهاية حرب البوير الثانية.
- حدوث الحرب الفليبينية الأمريكية (1899–1902).
- ظهور إمبراطورية اليابان كقوة عظمى بعد انتصارها في الحرب الروسية اليابانية.
- معركة الرياض إحدى معارك تأسيس المملكة العربية السعودية.
- معركة الدلم إحدى المعارك الكبرى في تأسيس السعودية بين آل رشيد والمعارضة السعودية.
- الحرب السعودية الرشيدية بين القوات الموالية لآل سعود حكام إمارة نجد الجديدة ضد إمارة حائل (جبل شمر).

### نزاعات داخلية
- الثورة الروسية 1905.
- المطالبة السيادة الوطنية لإيرلندا.
- مذبحة هريرو وناماجاو في جنوب غرب أفريقيا الألمانية (ناميبيا حاليا).

### الاستعمار
- في 1 يناير 1901 — المستعمرات البريطانية في أستراليا تتحد معا مكونة الكومنولث الأسترالي.

### إنهاء الاستعمار
- 20 مايو 1902 — كوبا تنال استقلالها من الولايات المتحدة.
- 7 يونيو 1905 — البرلمان النرويجي يعلن انهاء حالة الوحدة مع السويد، ونيل النرويج استقلالها الكامل.
- 5 أكتوبر 1908 — اعلان بلغاريا استقلالها من الدولة العثمانية.

### التغيرات السياسية المهمة
- الإمبريالية الجديدة.
- توقيع الإتفاقية الودية بين المملكة المتحدة لبريطانيا العظمى وإيرلندا والجمهورية الفرنسية الثالثة.

## الكوارث

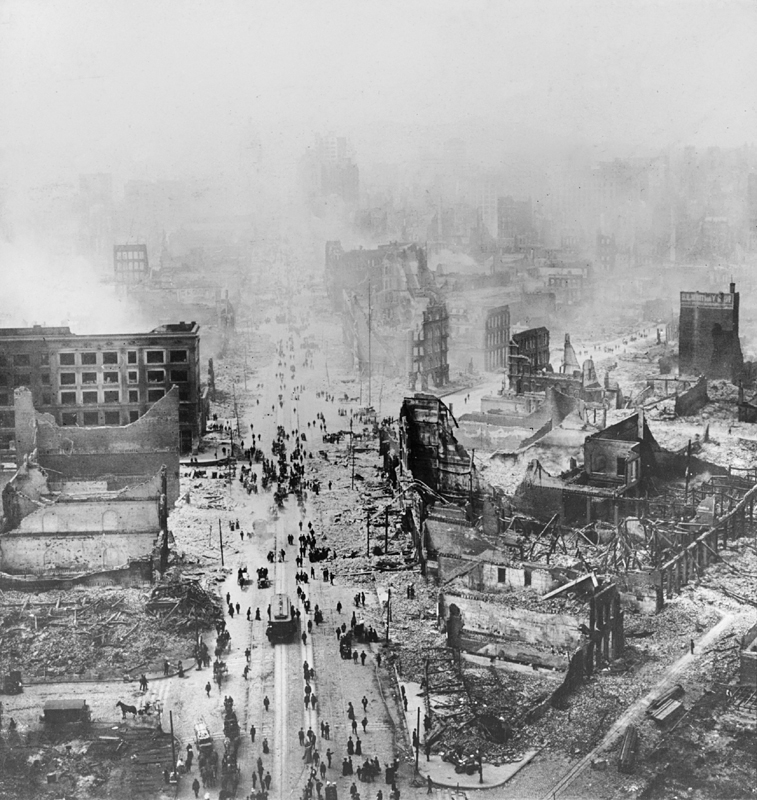
الأطلال لزلزال سان فرانسيسكو 1906، حيث اعتبر أحد أسوأ الكوارث الطبيعية في تاريخ الولايات المتحدة.

### كوارث طبيعية
- 8 سبتمبر 1900 — إعصار استوائي هائل ضرب [الإنجليزية] مدينة غالفستون بولاية تكساس الولايات المتحدة مخلفا حوالي 8,000 قتيل.
- 19 أبريل 1902 — زلزال بقوة 7.5 درجة [الإنجليزية] ضرب جواتيمالا مخلفا أكثر من 2,000 قتيل.
- 8 مايو 1902 — ثار بركان مونت بيليه في مارتينيك ودمر مدينة سنت بيير حيث قتل أكثر من 30,000 شخص.
- 7 أبريل 1906 — ثوران بركان فيزوف ودمر مدينة نابولي.
- 18 أبريل 1906 — حصول زلزال سان فرانسيسكو 1906 على صدع سان أندريز بقوة 7.8 ودمر معظم مدينة سان فرانسيسكو، كاليفورنيا بالولايات المتحدة، أكثر من 3,000 قتيل وما بين 225,000 و300 ألف بدون مأوى. وقدرت الخسائر ب 350 مليون دولار.
- 18 سبتمبر 1906 — إعصار تايفون وتسونامي ضرب هونغ كونغ وخلف قتلى قدر عددهم بعشرة آلاف.
- 14 يناير 1907 — ضرب زلزال مدمر كينغستون في جامايكا ومقتل أكثر من ألف شخص.
- 28 ديسمبر 1908 — دمر زلزال مع تسونامي مدينة مسينة بصقلية وقلورية ومقتل مابين 70-200 ألف شخص.

### كوارث غير طبيعية
- 26 أبريل 1900 — حريق كبير بالمنازل الخشبية في أوتاوا-هال مقتل 7 وخلف 15,000 بدون مأوى.
- 30 يونيو 1900 — حريق أحواض هوبوكن 1900 واحتراق سفن ركاب ألمانية مملوكة لشركة نقل بحري ألمانية، فاندلعت النيران في أحواض السفن في هوبوكين، نيو جيرسي، الولايات المتحدة الأمريكية. بدأ الحريق على رصيف الميناء ثم انتشر إلى الجسور المجاورة والمستودعات والمراكب الصغيرة، مما أسفر عن مقتل 326 شخصا.
- 3 مايو 1901 — اندلاع الحريق العظيم 1901 في جاكسونفيل (فلوريدا).
- 10 أغسطس 1903 — حريق مترو باريس ومقتل 84 شخص.
- 30 ديسمبر 1903 — حريق في مسرح إيروكواس بشيكاغو ومقتل حوالي 600 شخص.
- 22 يناير 1906 — اصطدام السفينة SS Valencia بالشعب المرجانية على جزيرة فانكوفر الكندية، وقتل جراء الحادث أكثر من 100 شخص (136 حسب التقارير الرسمية).

## اغتيالات

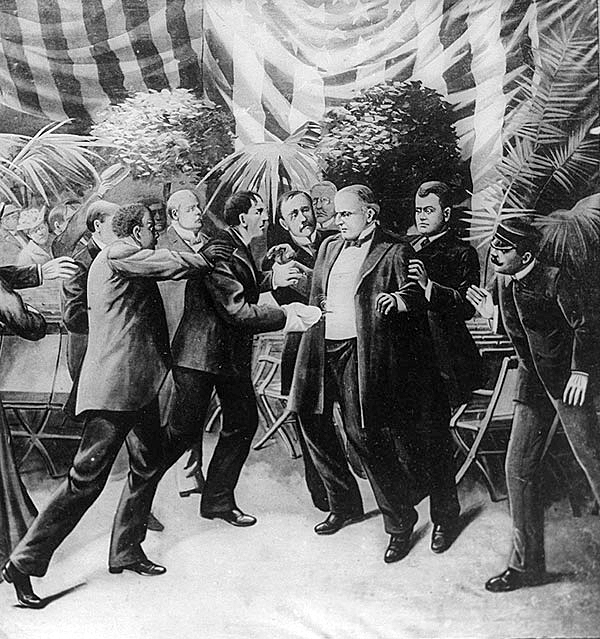
اغتيال الرئيس الأمريكي ويليام مكينلي على يد ليون تشولجوز سنة 1901.

تميز عقد 1900 بظهور محاولات اغتيال شخصيات بارزة وقد نجح بعضها:
- 29 يوليو 1900 — اغتيال هومبرت الأول على يد الفوضوي الإيطالي جايتانو بريستشي.
- 6 مارس 1901 — جرت محاولة لإغتيال فيلهلم الثاني في بريمن.
- 6 سبتمبر 1901 — ليون تشولجوز يطلق النار على الرئيس الأمريكي ويليام مكينلي في معرض دولي بنيويورك، وقد مات الرئيس بعد 8 أيام.
- 16 يونيو 1904 — أويغن شاومان يغتال نيكولاي بوبريكوف حاكم فنلندا العام.
- 1 فبراير 1908 — اغتيال ملك البرتغال كارلوس الأول في لشبونة بالبرتغال.
- 26 أكتوبر 1909 — الوطني الكوري أن جانك-جيون يغتال إيتو هيروبومي رئيس وزراء اليابان السابق في هاربين الصين، وذلك احتجاجا على ضم كوريا إلى اليابان.

## علوم
- قانون بلانك للإشعاع الجسم الأسود
- قانون أينشتاين للنسبية الخاصة
- آينشتاين يشرح الحركة البراونية والتأثير الكهروضوئي.
- بناء مقياس الزلازل في جامعة كاليفورنيا، بركلي سنة 1900
- ويليس كارير يصمم مكيف الهواء سنة 1902.
- هانز غايغر يخترع عداد غايغر سنة 1908.
- ماري كوري تكتشف النشاط الإشعاعي.
- فالتر هيرمان نيرنست يضع صياغة القانون الثالث للديناميكا الحرارية.
- فرضية الكم التي كتبها ماكس بلانك سنة 1900[1][2][3][4][5]
- تم تطوير أول من عصيات كالميت غيران (BCG) للتحصين ضد مرض السل.

## تقنية
- انتشر وعلى نطاق واسع استخدام محرك الاحتراق الداخلي مما ساعد على إنتاج كميات كبيرة من السيارات. وفي المعرض الدولي 1900 في باريس كشف رودولف ديزل عن محرك الديزل يعمل بزيت الفول السوداني (انظر الديزل الحيوي)، فنال هذا المحرك الجائزة الكبرى. وقد حضر المعرض حوالي 50 مليون شخص.[6] وفي نفس السنة صمم فيلهلم مايباخ محركا تم بناؤه في مصنع دايملر موتورن غزلشافت بعد تطبيق مواصفات اميل يلينيك الذي طلب تسمية المحرك باسم دايملر مرسيدس تيمنا باسم ابنته مرسيدس يلنيك. وقد انتج المصنع DMG سيارة مرسيدس 35 اتش بي في سنة 1902.[7][8]
- ظهور الفونوغراف ذو الشعبية الواسعة للاستخدام المنزلي: «انشئت الابتكارات التكنولوجية واسعارها الجديدة سوقا للأجهزة المنزلية. فذكاء التقنية الجديدة عدل من الفونوغرافات والغراموفونات والغرافوفونات كي تعمل خلال محركات نابضة بدلا من البطاريات الكثيرة أو الآلات التي تدار بالقدم، بما أن التسجيلات الموسيقية قد تأقلمت لإنتاجها بتقنية صوتية أعلى خلال إضافة بوق. فقد بيعت تلك الآلات المنزلية الرخيصة بعشرة دولارات نوع ايجل جرافوفون والفونوغراف المنزلي ب40 دولار (خفضت إلى 30$ بعد ذلك) سنة 1896، وبيع الزونوفون ب20 $ سنة 1898، أما الفكتور توي فبيع سنة 1900 ب3$. واستمرت تلك الأجهزة بالبيع مع تطور دقتها وهبوط أسعارها حتى وصلت من دولار واثنين إلى 35 سنت».[9][10] وفي سنة 1907 أصبحت تسجيلات فيكتور أول من باعت مليون نسخة من أغاني الأوبرا لإنريكو كاروسو.[11]
- ‏ 1900-1899 - اختراع توماس الفا اديسون من ميلانو، أوهايو لبطارية نيكل-قلوي (الكالاين). ففي 27 مايو 1901 أسس أديسون شركة لتصنيع وتطوير بطاريات التخزين[12] "والتي أثبتت أنها أكثر مشاريع اديسون صعوبة، فقد استغرق منه حوالي عشر سنوات لتطوير بطارية قلوية عملية. ومع مرور الزمن من تطوير اديسون لبطارية قلوية جديدة، فقد تحسنت السيارات التي تعمل بالبنزين مما قلل من أهمية المركبات الكهربائية وقل استخدامها، ولكن بطارية أديسون القلوية اثبت اهميتها لعربات السكك الحديدية وإشاراتها وإضاءة العوامات البحرية ومصابيح المناجم. فبعد أكثر من عشر سنوات بدأ ناتج استثمار اديسون القوي يعطى أرباحا مجزية، حتى أضحت إنتاج بطارية التخزين من أكثر منتجات اديسون ربحية. وعلاوة على ذلك فإن ماعمله اديسون قد مهد الطريق لصناعة البطارية القلوية الحديثة.[13]

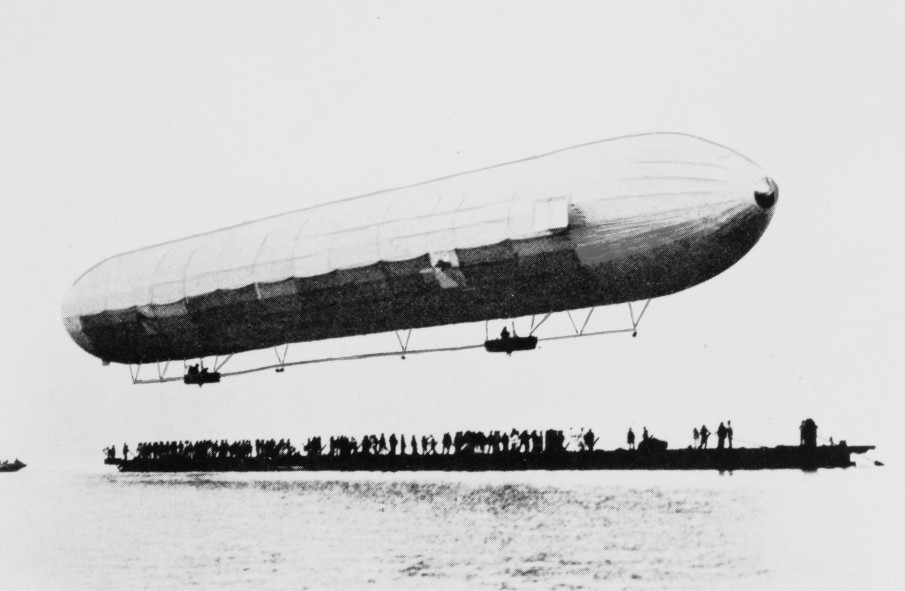
أول وصول للمنطاد زبلن فوق بحيرة كونستانس سنة 1900.

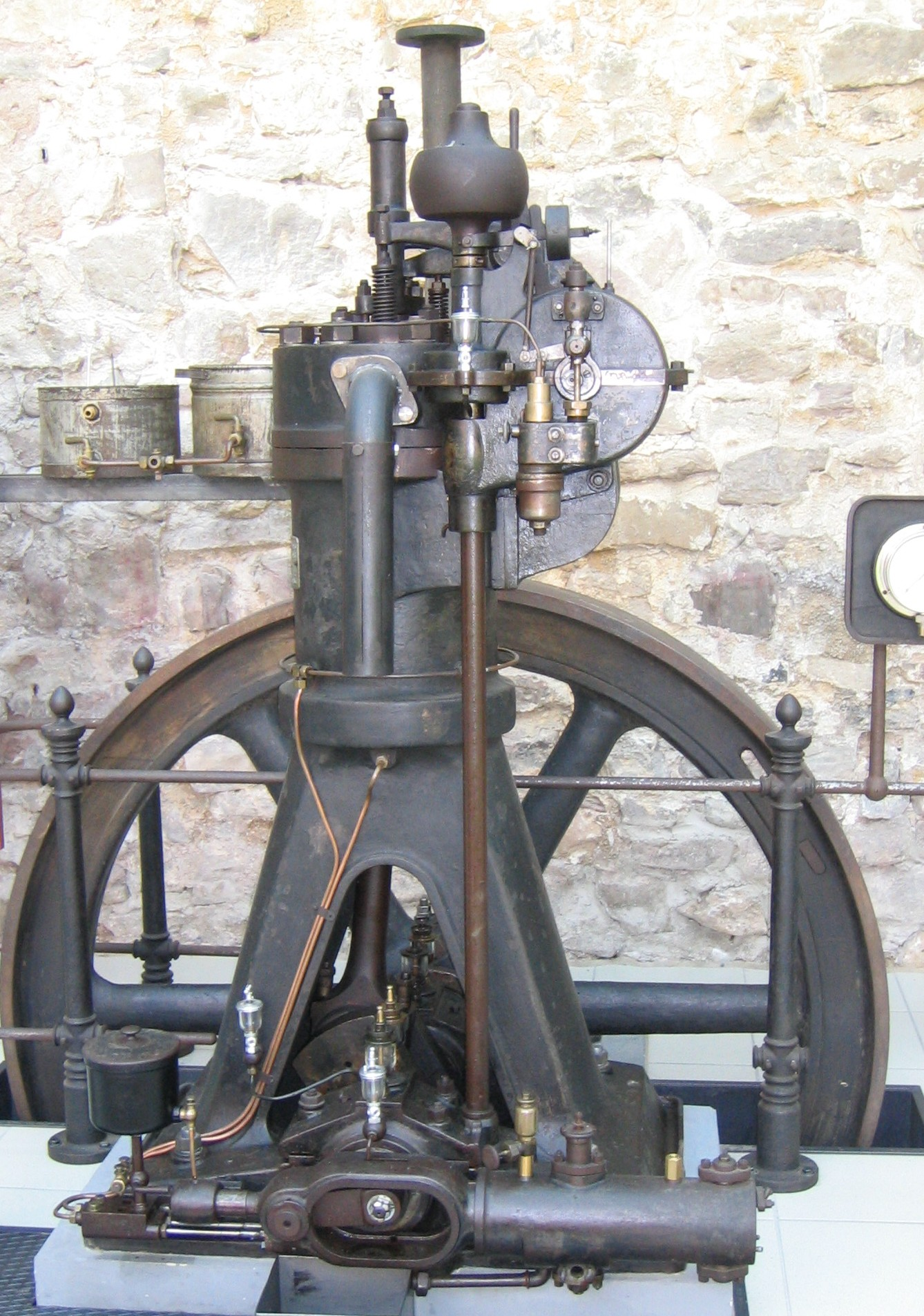
محرك ديزل صنعته شركة مان سنة 1906

- ‏ 1900 - اختراع كاميرا براوني؛ وهي البداية العملية لشركة إيستمان كوداك. فشعبية البراوني كانت بسبب سعر التصوير المنخفض واظهارها لمفهوم اللقطات التصويرية. وكان أول إنتاج للبراوني في فبراير 1900[14]".
- 1900 - أول رحلة للمنطاد زبلن فوق بحيرة كونستانس بالقرب من فريدريشهافن ألمانيا يوم 2 يوليو 1900.
- 1901 - أول آلة كاتبة كهربائية اخترعها جورج بليكنسديرفر من إيري، بنسيلفانيا. وهي جزء من مجموعة طابعات صنعت لاحقا ومعروفة بسهولة حملها ونقلها.[15][16][17]
- 1901 - فيلهلم كريس من سانت بطرسبرغ روسيا يصنع له طائرة أسماها الدراجون الطائر (بالألمانية: Kress Drachenflieger) في النمسا-المجر. وهي أول آلة الطيران أثقل من الهواء، حيث تمكن من بناؤها بمنحة قدرها 5,000 كرون من القيصر فرانز جوزيف.[18] تم بناء طائرة ذات هيكل كبير مفتوح الدعامات من أنابيب الصلب مع جناح أحادي السطح مثبت بثلاث مجموعات من الأسلاك وضعت جنبا إلى جنب على امتداد طوله.[19] ووضعت الأجنحة على ارتفاعات متفاوتة مراعاة لمحور الطائرة الرئيسي لمنع التداخل الأيروديناميكي فيها[20] وعجلاتها هي عوامتين من الألومنيوم مع عوارض قعر صلبة، لكي تتمكن الطائرة من الإقلاع والهبوط في الماء أو حتى الجليد.[20] وترتبط الدفات الثلاث بعصا تحكم واحدة وأيضا لإعطاء التوجيه على الماء والهواء. أما المحرك فقد زودته ديملر لمحركات البنزين تشغل مراوح بشفرتين ذات نظام المثقابين، وهي أول محاولة لاستخدام محركات الاحتراق الداخلي لتشغيل طائرات أثقل من الهواء.[18][21] ووضعت المراوح المغطاة بالخام ذات تصميم مراوح دافعة على ابراج فوق وعلى جانبي الجمالون الرئيسي بين المجموعة الثانية والثالثة من الأجنحة، وهي مصممة لتكون متعاكسة الدوران. وقد اثبت المحرك انه سبب سقوط الطائرة. وكان كريس ينوي بأن يصنع المحرك بطريقة خاصة، واحتسب احتياجه هو 37 ك.و ومحرك لا يتعدى وزنه 220 كجم. وعندما تبين أن تكلفة ذلك باهظة، اشترى محرك سيارة تم إنتاجها توا بحيث تعطي فقط 22 ك.و (30 حصان). لكن وزن المحرك تقريبا ضعف ما قدره كريس بحساباته.[22] وقد اثبتت التجارب الأولية في الماء أوائل مارس 1901 ان مشكلة الضعف في نسبة القدرة إلى الوزن لها عواقب ليست جيدة. ومع ذلك، فقد أثبتت عناصر أخرى بأهميتها، حيث تمكن من السيطرة على الطائرة خلال تدْرُجها (بالإنجليزية: taxiing)‏ حتى خلال معاكسة الريح المقابلة.[20] لم يتمكن كريس من استبدال المحرك، لذا فقد استمر في تجارب التدرج بالطائرة حتى توقف عن ذلك يوم 3 أكتوبر[23] في بحيرة فينروالدسي في تولنرباخ حيث اضطر إلى الانحراف فجأة لتفادي مصد أمواج صخري.[22] ونتيجة لتلك المناورة القاسية فقد تلفت دعامات إحدى الطوافات مسببة لطائرة الدراجون الطائر بالانقلاب والغرق.[24]

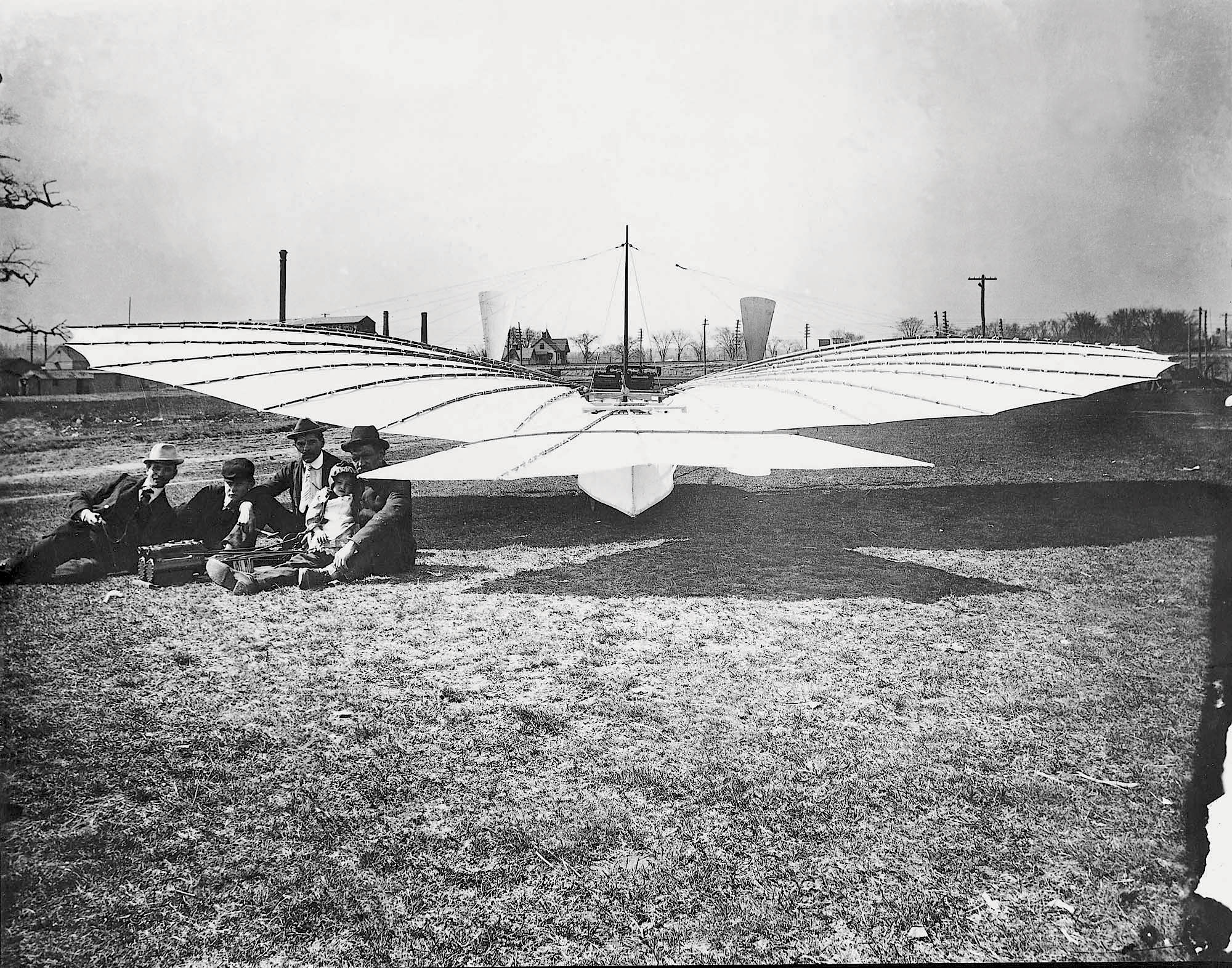
جوستاف وايتهد سنة 1901 ومعه طائرته أحادية السطح بالقرب من ورشته. وبحضنه طفلته الرضيعة، ويرى في مقدمة الطائرة محركها الذي يحرك العجلات الأمامية.

- 1901 - في 14 أغسطس طار جوستاف وايتهد وهو أمريكي ألماني من بافاريا بطائرته

المسماة وايتهد.21 بالقرب من بريدج بورت-كونكتيكت حسب صحيفة هيرالد بريدج بورت وبعض الشهود الذين ذكروا افاداتهم بعدها ب30 سنة، وتمكن وايتهد من الطيران بطائرته «رقم 21» ذات المحرك لمسافة 800 متر (2,625 قدم) وبارتفاع 15 م (49 قدم) ثم الهبوط بأمان. وهذا الإنجاز إن كان صحيحا فإنه تخطى أفضل مأقدمه اخوان رايت في أول طيران بالآلة من 540 م (1770 قدم) وسبق رحلة كيتي هوك بأكثر من سنتين. وذكرت صحيفة هيرالد أن شهود عيان قدموا مع رسم تخطيطي تظهر الطائرة في رحلة، ولكن بسبب استمرار الإحباط من مؤيدي وايتهيد لم تؤخذ أي صور.
- 1901 - أول جهاز استقبال راديو لاسلكي (واستقبل بنجاح رسالة عبر الأثير). طور غولييلمو ماركوني جهاز الاستقبال هذا حيث أنشأ محطة لاسلكية في بيت ماركوني - روسلار ستراند - مقاطعة وكسفورد - ايرلندا سنة 1901 ليكون بمثابة حلقة وصل بين بولدو في كورنوال وكلفدن في مقاطعة جلوي. ثم مالبث أن أعلن في يوم 12 ديسمبر عام 1901 باستخدام هوائي بارتفاع 152.4-متر (500 قدم) ومدعوم بطائرة ورقية للاستقبال انه تم استلام الرسالة في سجنال هيل في سانت جونز نيوفاوندلاند (وهي الآن جزء من كندا)، فالإشارات المرسلة كانت من محطة الشركة الجديدة ذات طاقة عالية في بولدو بكورنوال، وكانت المسافة بين النقطتين حوالي 3,500 كيلومتر (2,200 ميل)، مما بشر بتقدم علمي ضخم. كان هناك -ولا يزال- بعض الشكوك حول هذا الأمر، ويرجع ذلك جزئيا أن الإشارات ضعيفة ومتقطعة. لم يكن هناك أي تأكيد عن تقرير الاستلام أو الإرسال من مصدر مستقل يحتوي على أن حرف S لشفرة مورس قد تكرر أرساله، وقد كان من الصعب تمييزه عن ضوضاء الغلاف الجوي. (عرض تقني مفصل لبدايات إرسال ماركوني عبر المحيط الأطلسي يظهر في كتاب جون بلروز سنة 1995.).[28] محطة الإرسال في بولدو هي دائرة ذات مرحلتين.[29][30] تعمل المرحلة الأولى تعمل بجهد مخفض وتزود الطاقة للمرحلة الثانية للإثارة في الجهد العالي. وقد ذكر نيكولا تسلا المنافس في الإرسال عبر الأطلسي بعد أن أبلغوه اعلان ماركوني بالإرسال: "أن "ماركوني استخدم سبعة عشر من براءات اختراعاته.[31][32]"
- 1902 - اخترع ويليس كارير من أنغولا، نيويورك أول آلة تكييف الهواء داخلية. «وتصميم نظام تكييف دافع للهواء بحيث يتحكم في درجة الحرارة والرطوبة باستخدام فوهة كانت مصممة لرش المبيدات الحشرية، وصنع» جهازه لمعالجة الهواء" -نال براءة الاختراع سنة 1906- باستخدام لفائف مبردة بحيث لا تتحكم بالحرارة فقط ولكن بإمكانها تخفيض نسبة الرطوبة إلى 55 ٪. ويستطيع الجهاز حتى ضبط مستوى الرطوبة إلى الوضع المطلوب لخلق ما يمكن أن تصبح إطارا لمكيفات الهواء الحديثة. ويمكن ضبط حركة الهواء ومستوى درجة الحرارة عن طريق ملفات التبريد بحيث يمكنه تحديد حجم وقدرة الوحدة لتتناسب مع احتياجات الزبائن. وبما أنه لم يكن الأول في تصميم هذا النظام إلا أن مانتجه كان أكثر توازنا عمن سبقه.[33]"
- 1908/1906/1902 - اخترع السير جيمس ماكنزي من سكون، اسكتلندا أول بوليغراف أو جهاز كشف الكذب. وقد يكون جهاز ماكنزي لكشف الكذب استخدم لمراقبة ردة فعل جهاز دوران المريض عن طريق أخذ النبض وضغط الدم.[34] وقد طور النسخة الأولى من الجهاز في سنوات عقد 1890، ولكن زاد الساعاتي سيباستيان شو من لانكشير من تحسينه. تستخدم تلك الأداة آلية العمل على وتيرة واحدة عند لف الورق وحركات تعليم الوقت وتسجل الظواهر الفيسولوجية التي يكشف عنها جسم المتهم الخاضع للاستنطاق.وقد اخترع جون لارسون سنة 1921 أجهزة كشف الكذب أكثر تطورا وفاعلية.[35]
- 1902 - اخترع جورج كلود مصباح نيون. حيث طبق «تفريغا كهربائيا لإنبوب مغلق به غاز النيون»، مما أدى إلى ظهور وهج أحمر. ثم بدأ كلود العمل على أنابيب النيون التي يمكن وضعها للاستخدام بدلا المصابيح الكهربائية. وأماط اللثام عن تلك المصابيح للجمهور أول مرة في باريس 11 ديسمبر 1910.[36] وفي 1912 بدأت شريك كلود ببيع أنابيب تفريغ النيون كلافتات دعائية. ثم قدما إلى الولايات المتحدة سنة 1923 عندما اشترى محل فخم لبيع سيارات باكارد في لوس أنجلوس علامتي نيون كبيرتين. أدلى توهج اللون الأحمر ولفته للأنظار إلى جعل لافتات النيون الدعائية بعيدة عن المنافسة تماما.[37]
- 1902 - ادعى جوستاف وايتهد بقيامه رحلتين مذهلتين في 17 يناير 1902 على طائرته المحسنة وايتهد.22، بحيث وضع محرك بقوة 40 حصانا (30 كيلووات) بدلا من 20 حصانا (15 كيلوواط) بالطائرة وايتهد.21 والألمنيوم بدلا من الخيزران. وقد كتب في رسالتين نشرتهما مجلة American Inventor قال ان رحلاته جرت في لونغ ايلاند ساوند وأن المسافة المقطوعة كانت حوالي ميلين (3 كلم) وسبعة أميال (11 كيلومترا) على ارتفاعات تصل إلى 200 قدم (61 م)، وانه هبط هبوطا آمنا على المياه بهيكل طائرة بشبه القارب. وقال وايتهيد أنه جرب استخدام نظام موزع سرعات المروحة و«الدفة» على متن الرحلة الثانية وأنها عملت بشكل جيد لصنع دائرة كبيرة والعودة إلى الشاطئ حيث بانتظاره مساعديه. وعبر بالفخر عن إنجازه: "... وتمكنت من العودة إلى مكاني بنجاح بمحرك هتهيرو أثقل من الهواء، وأنا اعتبر هذه الرحلة ناجحة جدا. على حد علمي فهي الأولى من نوعها. حتى الآن لم ينشر شيئا عن تلك المسألة[38]". إلا أن معظم مؤرخي الطيران لا يعتقدون أن هذه الرحلات قد وقعت.
- 1902 - تمكن تاجر السلاح فرانك كلارك من برمنغهام، انكلترا من استخراج براءة اختراع لآلة صنع الشاي وهو جهاز لصنع الشاي تلقائيا في 7 أبريل 1902. ووصفها بأنه «جهاز يتم فيه صنع كوب من الشاي أو القهوة تلقائيا»، وتم تسويقه لاحقا باسم «ساعة تجعل الشاي!». ولكن مع ذلك فإن الجهاز الأصلي وجميع حقوق البراءة قد تم شرائها من مخترعها الأصلي وإسمه ألبرت ريتشاردسون وهو صانع الساعات من أشتون أندر اين، وأصبح الجهاز متاح تجاريا بحلول 1904.[39]

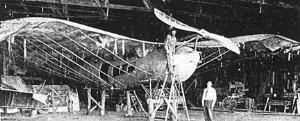
طائرة جيلمور الضخمة الثانية

- 1902 - استطاع ليمان جيلمور من ولاية واشنطن الولايات المتحدة من الحصول على براءة اختراع لمحرك بخاري معدة للاستخدام في المركبات الهوائية.وقد ادعى لاحقا أنه قد أدرج محركه في مركبة «أحادية السطح ذات باع 32 قدم»، وادى أول رحلة له في مايو 1902. ونسب إلى نفسه الفضل بالقيام بأول رحلة جوية بالآلة في تاريخ الطيران، ولكن لا يوجد دليل مؤيد لإدعائه.[40] وربما كان جيلمور قد عمل على تجارب الطيران منذ أواخر عقد 1890 وذكر أنه كانت له مراسلات مع صموئيل لانغلي بيربونت ولكن لا توجد صورة لإنتاجاته قبل سنة 1908.[41]
- 1902 - تمكن الإخوان رايت من ولاية أوهايو الولايات المتحدة من إنشاء نسخة لطائرة رايت الشراعية. وكانت تلك ثالث طائرة شراعية بنوها وجربوها في كيتي هوك بولاية نورث كارولينا. وأول طائرة شراعية دمج بها الإنعراج، وتصميمها أدى مباشرة إلى ظهور رايت فلاير. وقد صمم الأخوان رايت تلك الطائرة الشراعية خلال شتاء 1901-1902 في منزلهم في دايتون، أوهايو. صمموا الجناح على أساس بيانات من اختبارات الجنيح واسعة النطاق أجريت في نفق رياح محلي. قاموا ببناء العديد من مكونات طائرة شراعية في دايتون، لكنهم أكملوا التجميع بمعسكر كيتي هوك في سبتمبر 1902. وبدأوا الاختبار في 19 سبتمبر. وقاموا خلال الأسابيع الخمسة التالية مابين 700 و 1000 رحلة شراعية (حسب تقدير الإخوة الذين لم يحتفظوا بسجلات مفصلة لتلك الاختبارات). وكانت أطولها 622.5 قدم (189.7 متر) في 26 ثانية «بالنهاية عدت طائرة رايت الشراعية أول طائرة في العالم يمكن التحكم بها بالكامل».[42][43]

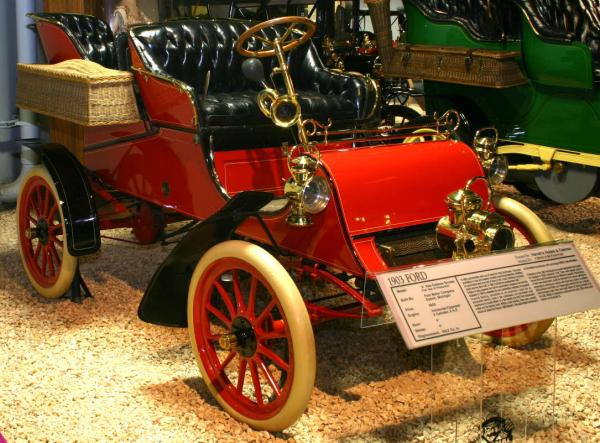
فورد A أول سيارة انتجتها شركة فورد مع بداية انتاجها سنة 1903.

- 1903 - أنتجت شركة فورد أول سيارة لها وهي فورد A.

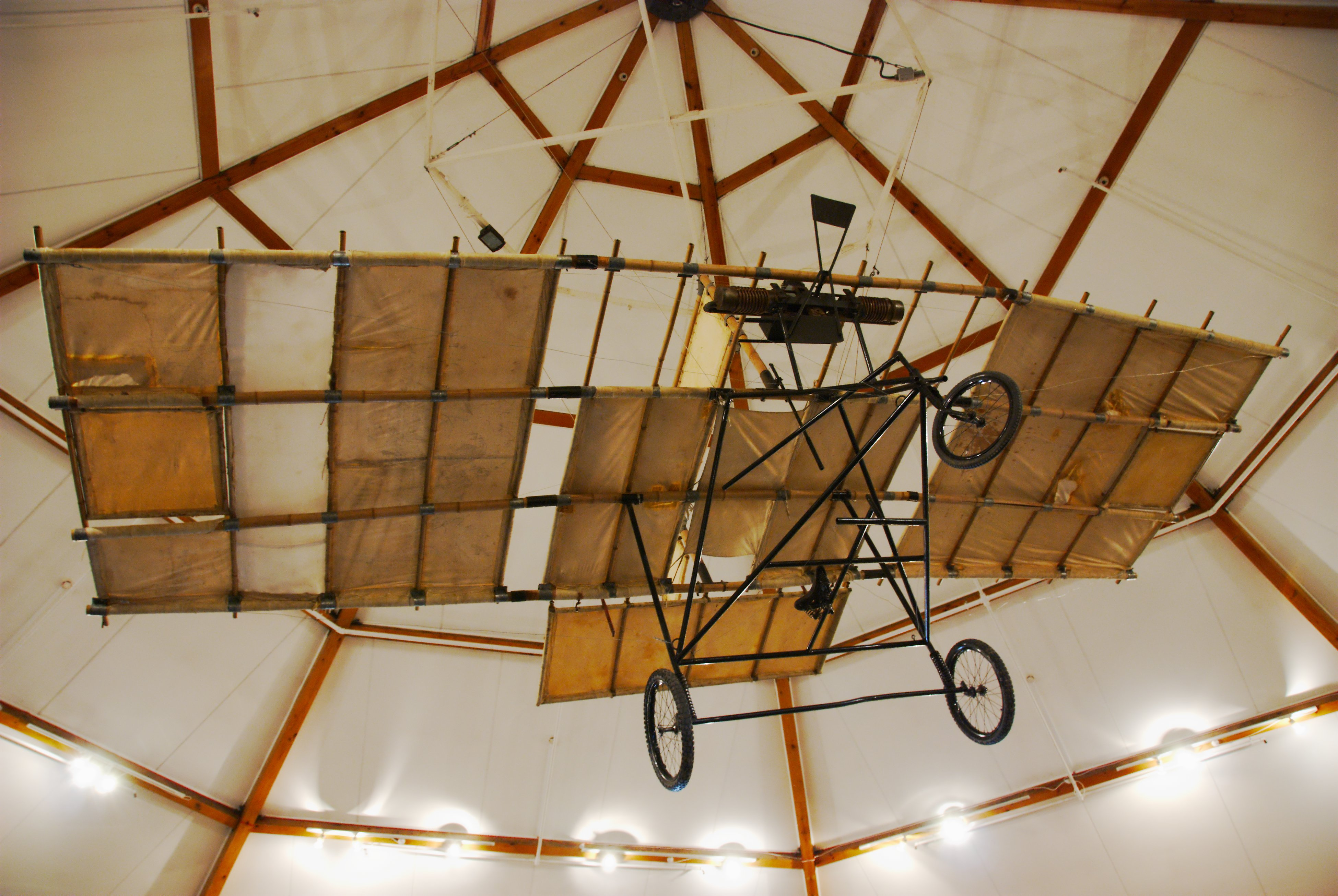
نسخة طبق الأصل من طائرة بيرس أحادية السطح

- 1903 - ادعى النيوزيلندي ريتشارد بيرس أنه طار وهبط بنجاح بآلته المحركة الأثقل من الهواء في 31 مارس 1903.[44] وقد وصف شهود عيان تحطمها في سياج الأشجار في مناسبتين منفصلتين خلال سنة 1903. ووجب على طائرته أحادية السطح أن تكون طارت إلى ارتفاع ثلاثة أمتار على الأقل في كل مناسبة. وتوجد أدلة جيدة أنه في 31 مارس 1903 اقلع بيرس بطائرة تعمل بالطاقة وإن كانت سيئة التحكم في رحلة لعدة مئات من الأمتار. وقال بيرس نفسه أنه اقلع بالطائرة «ولكن بسرعة منخفضة جدا لجعل آلات التحكم تعمل» واستمر محلقا بالجو حتى تحطمت بسياج الأشجار في نهاية الحقل.[45][46]
- 1903 - أدى الألماني كارل جاثو سلسلة من الرحلات الجوية بالقرب من هانوفر بين أغسطس ونوفمبر 1903 باستخدام أول آلة ذات مروحة خلفية دافعة بسطح ثلاثي ثم بسطحين. واضاف ان «رحلته الطويلة كانت 60 مترا فقط وعلى ارتفاع 3-4 امتار». ثم توقف عن جهوده، مشيرا إلى أن محركه كان ضعيفا جدا لجعل طيرانه أطول أو أعلى.[47] وقد تم تجهيز محرك الطائرة بإسطوانة واحدة 10 حصان (7.5 كيلوواط) واستخدام مروحة خلفية دافعة بشفرتين صنعت قفزات لمسافة 200 قدم (61 م) وارتفعت إلى 10 قدم (3.0 م). بالمقارنة كانت أول رحلة قام بها أورفيل رايت بعد أربعة أشهر حوالي 120 قدم (37 م) في 12 ثانية مع أن ويلبر طار 59 ثانية لمسافة 852 قدم (260 م) بعده من نفس اليوم. وفي كلتا الحالتين تمكن جاثو من الطيران بآلة أثقل من الهواء قبل نظيره الأمريكي.[48]
- 1903 - اخترعت الأمريكية ماري أندرسون مساحات للزجاج الأمامي، ونالت في نوفمبر 1903 أول براءة اختراع[49] لجهاز تنظيف نافذة السيارة آلي يكون مفتاح التحكم داخل السيارة، واسمته منظف الزجاج الأمامي (بالإنجليزية: Windshield wiper)‏.[50] ويتكون جهازها من ذراع ويد متحركة مع شفرة مطاطية وتشغل من داخل المركبة فتحرك اليد النابضة ذهابا وإيابا عبر الزجاج الأمامي. وقد ظهرت قبلها أجهزة مماثلة إلا أن أندرسون جعلته يعمل بدقة.[51]
- 1903 - استطاع الأخوان رايت من الطيران في كيتي هوك بولاية كارولينا الشمالية. حيث قامت رايت فلاير بتسجيل أول رحلة جوية بمركبة أثقل من الهواء ويمكن التحكم بها وثابتة في 17 ديسمبر 1903. وفي الرحلة الرابعة لذاك اليوم استطاع ويلبر رايت من التحليق لمسافة 279 متر (915 قدم) في 59 ثانية. أما الرحلات الثلاث الأولى فكانت 120 و 175 و 200 قدم (61 مترا) على التوالي. وقد وضعت الأخوان رايت كل جهدهم في وصف كامل ودقيق لجميع متطلبات طائرة يمكن التحكم بها وتعمل بالطاقة ووضعها قيد الاستخدام، فاقلعت من قضبان منصة إطلاق وبمساعدة من الريح المعاكسة لتحقيق سرعة الطيران كافية قبل أن تصل إلى نهاية القضبان.[52] واعتبرت أنها أول آلة طيران.
- 1904 - أرسلت أول مقالة إخبارية في 15 مارس 1904 عبر سفينة بخارية صينية.[53] وكان المراسل العسكري ليونيل جيمس قد بعث المقال عبر التليغراف سنة 1904 خلال الحرب الروسية اليابانية لصحيفة التايمز. وهو أول «قارب صحفي» مخصص لمراسلي الحرب أثناء المعارك البحرية. وكان ظهور التلغراف اللاسلكي مؤخرا يعني أن الصحفيين لم يعودوا يقتصرون على تقديم مقالاتهم من المكاتب المختصة، وقد أمضت تايمز 74 يوما لتزويد وتجهيز السفينة[54] وتركيب جهاز إرسال دي فوريست على متنها.[55]

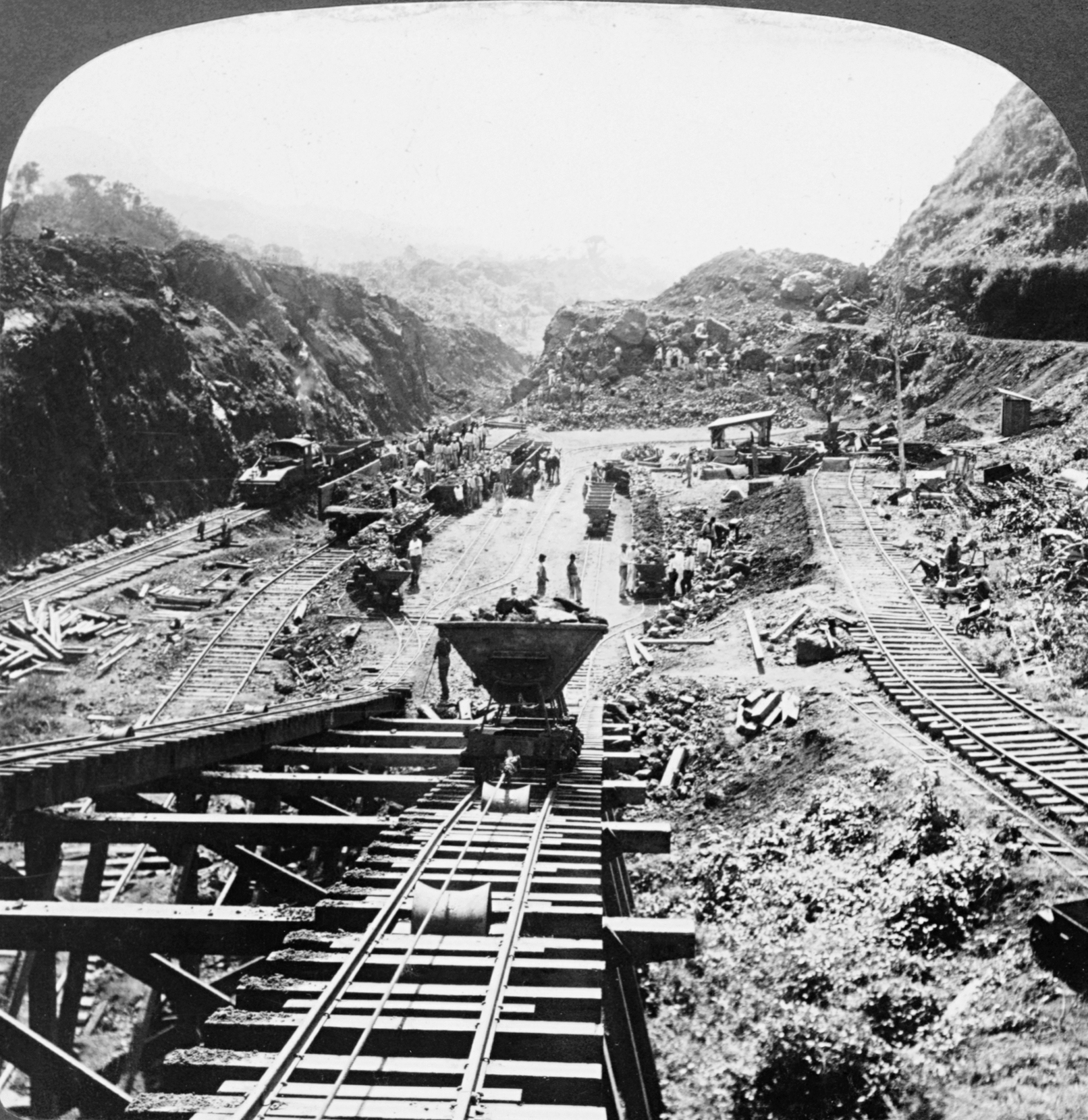
أعمال البناء في مقطع غايلارد سنة 1907 لفتح قناة بنما.

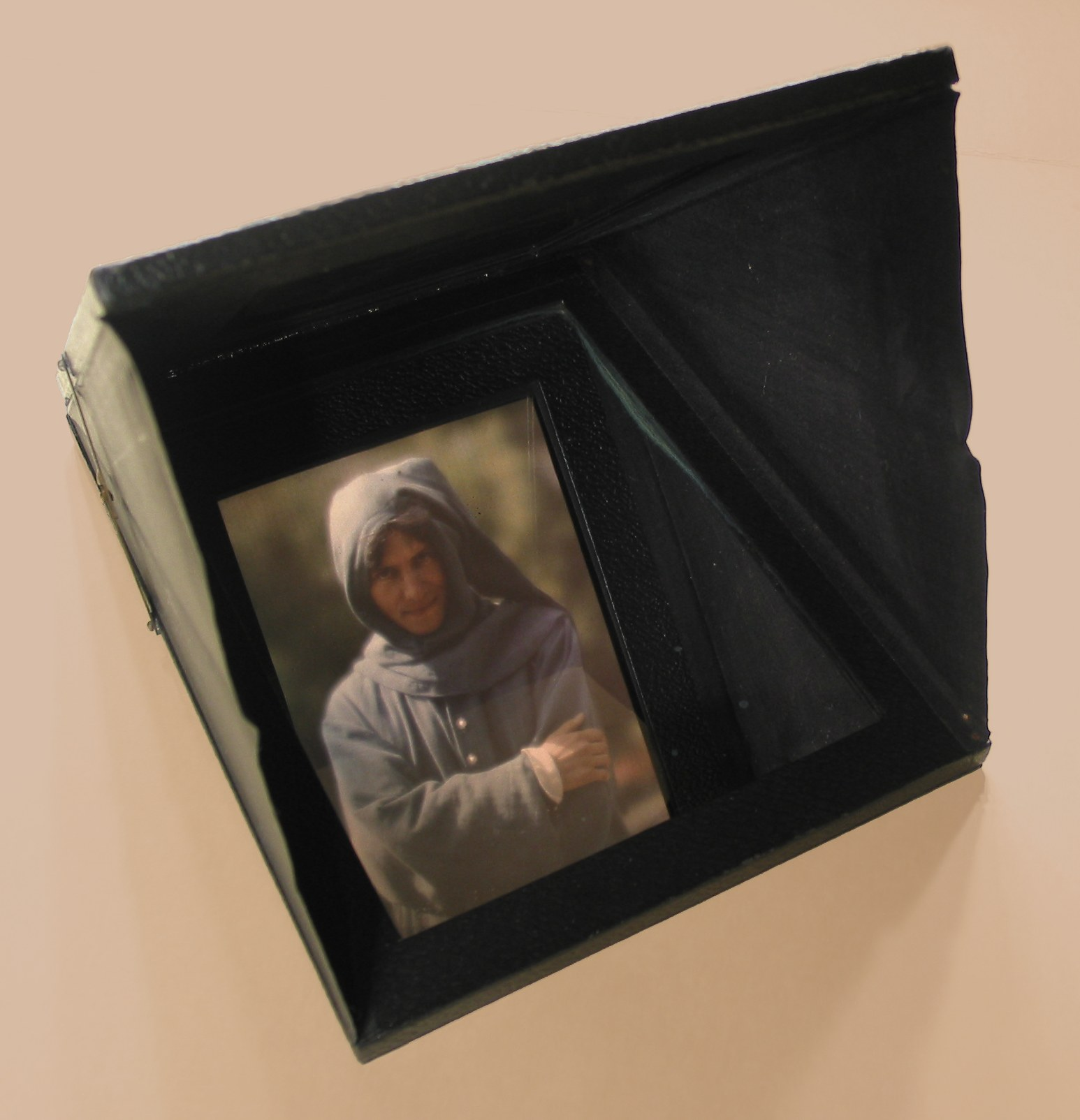
The Autochrome Lumière becomes the first commercial color photography process.

- 1904 - بدأت الولايات المتحدة بتشييد قناة بنما في إقليم بنما التي نالت توا استقلالها من كولومبيا وانتهت منها في 1914. القناة التي طولها 77 كيلومتر (48 mi) هي قناة سفن تربط المحيط الاطلنطى بالمحيط الهادئ وهي وصلة مهمة للتجارة الدولية والنقل البحري بين المحيطين، وعدت أحد أكبر وأصعب المشاريع الهندسية التي اضطلع بها على الإطلاق لتحل محل الطريق الطويل المار عبر ممر دريك وكايب هورن في الطرف الجنوبي من أمريكا الجنوبية. فمسافة الرحلة من نيويورك إلى سان فرانسيسكو عبر القناة تكون 9,500 كيلومتر (5,900 mi) وهي أقل من نصف المسافة التي تقطعها عبر كايب هورن 22,500 كيلومتر (14,000 mi).[56] بدأ المشروع في 4 مايو 1904 وعرف باسم يوم الاقتناء، حيث اشترت حكومة الولايات المتحدة جميع عقارات القناة في برزخ بنما من شركة قناة بنما الجديدة باستثناء سكة حديد قناة بنما.[57] بدأ المشروع في إدارة تيودور روزفلت استمر مع وليام هوارد تافت وانتهى في عهد وودرو ويلسون.[58][59]
- 1905 - بدأ الأخوان رايت بتجربة رايت فلاير III في 5 أكتوبر 1905 حيث طار ويلبر 24 ميل (39 كـم) في 39 دقيقة 23 ثانية[60]، وهي أطول من المدة الإجمالية لجميع الرحلات من 1903 و 1904. وتمكن من انهاء الرحلة بهبوط آمن عندما نفد الوقود. وقد شاهد الرحلة جمع غفير من الناس من بينهم عدد من الأصدقاء المدعوين ووالدهم ميلتون وجيرانهم من المزارعين.[61] وبعدها بأربعة أيام كتبوا إلى وزير الحرب الأمريكي وليام هوارد تافت وعرضوا عليه بيع أول طائرة ثابتة الجناحين في العالم.
- 1906 - اخترع كلا من ريجنالد فيسيندين ولي دي فورست البث الإذاعي الصوتي. حيث طور فيسيندين وإرنست ألكسندرسون جهاز إرسال بالمولد عالي التردد، وتحسينها على جهاز موجود بالفعل. وعمل النموذج المحسن بتردد إرسال بلغ تقريبا 50 kHz، وإن كان بقدرة أقل بكثير من أجهزة إرسال فيسندن للشرارة الدوارة. وتمكن جهاز إرسال بالمولد من تحقيق هدفه في إرسال إشارات صوتية عالية الجودة، ولكن مع عدم وجود امكانية لتضخيم الإشارات يعني أنها ضعيفة نوعا ما. وبتاريخ 21 ديسمبر 1906 قدم فيسندن عرضا موسعا لجهاز الإرسال بالمولد الجديد في برانت روك، مما يدل على فائدته للمكالمة اللاسلكية من نقطة إلى نقطة بما في ذلك ربط المحطات بشبكة هواتف سلكية. وذكرت مجلة The American Telephone Journal تفاصيل هذا العرض.[62] وفي الوقت نفسه طور دي فورست أنبوب أوديون في جهاز مكبر للصوت الإلكتروني. فحصل على براءة اختراع في يناير 1907.[63] عد أنبوب أوديون المفرغ لدي-فورست أنه المكون الرئيسي لجميع أجهزة الراديو والهاتف والرادار والتلفزيون وأنظمة الكمبيوتر قبل اختراع الترانزستور سنة.[64]
- 1906 - تمكن ريجنالد فيسيندين من بولتون إست (كيبك)-كندا من جعل ما يبدو أول بث إذاعي صوتي لوسائل الترفيه والموسيقى من أي وقت مضى للجمهور العام. (وكانت البحرية الأمريكية قد بثت إشارات الوقت اليومية وتقارير الطقس منذ 1904 ولكنها استخدمت أجهزة الإرسال بالفرجة الشرارية وترسلها بشفرة مورس). في مساء يوم 24 ديسمبر 1906 (عشية عيد الميلاد) استخدم فيسندن جهاز إرسال بالمولد لإرسال برنامج قصير من برانت روك مقاطعة بليموث ماساتشوستس. وشملت تسجيل فونوغراف لأومبرا ماي فو (لارجو) لجورج فريدريك هاندل، تلاها قيام فيسندن نفسه بأداء أغنية الليلة المقدسة على الكمان. وكان الجمهور الرئيسي لكل من هذه الإرسالات عدد غير معروف من مشغلي الراديو على متن السفن على طول الساحل الشرقي للولايات المتحدة[65][66]

## أعلام

### قادة دول
| - رئيس الوزراء إدموند بارتون (أستراليا) - رئيس الوزراء ألفريد ديكن (أستراليا) - رئيس الوزراء كريس واتسون (أستراليا) - رئيس الوزراء جورج ريد (أستراليا) - رئيس الوزراء أندرو فيشر (أستراليا) - القيصر فرانز جوزيف الأول (النمسا-المجر) - رئيس الوزراء ولفريد لوريير (كندا) - الإمبراطور جونج تزو (الصين) - الإمبراطور بوئي (الصين) - القيصر فيلهلم الثاني (ألمانيا) - الملك فيكتور عمانويل الثالث (إيطاليا) - جورج كورزون نائب الملك في الهند - الخديوي عباس (مصر) - الإمبراطور ميجي (اليابان) - الرئيس بورفيريو دياث (المكسيك) - البابا ليو الثالث عشر (الفاتيكان) - البابا بيوس العاشر | - السلطان عبد الحميد الثاني (الدولة العثمانية) - السلطان محمد الخامس (الدولة العثمانية) - الشاه مظفر الدين (فارس) - الشاه محمد علي (فارس) - الشاه أحمد ميرزا (فارس) - القيصر نيقولا الثاني (روسيا) - الملك ألفونسو الثالث عشر (إسبانيا) - رئيس الوزراء فرانسيسكو سيلفيلا (إسبانيا راجع رؤساء وزراء إسبانيا 1900-1910) - الملكة فكتوريا (المملكة المتحدة) - الملك إدوارد السابع (المملكة المتحدة) - رئيس الوزراء روبرت سيسل (المملكة المتحدة راجع رؤساء وزراء المملكة المتحدة 1900-1910) - الرئيس ويليام مكينلي (الولايات المتحدة) - الرئيس ثيودور روزفلت (الولايات المتحدة) - الرئيس ويليام هوارد تافت (الولايات المتحدة) - الإمبراطور غوانغمو (كوريا) - الإمبراطور ينغهي (كوريا) |

## ثقافة شعبية

### أدب وفنون

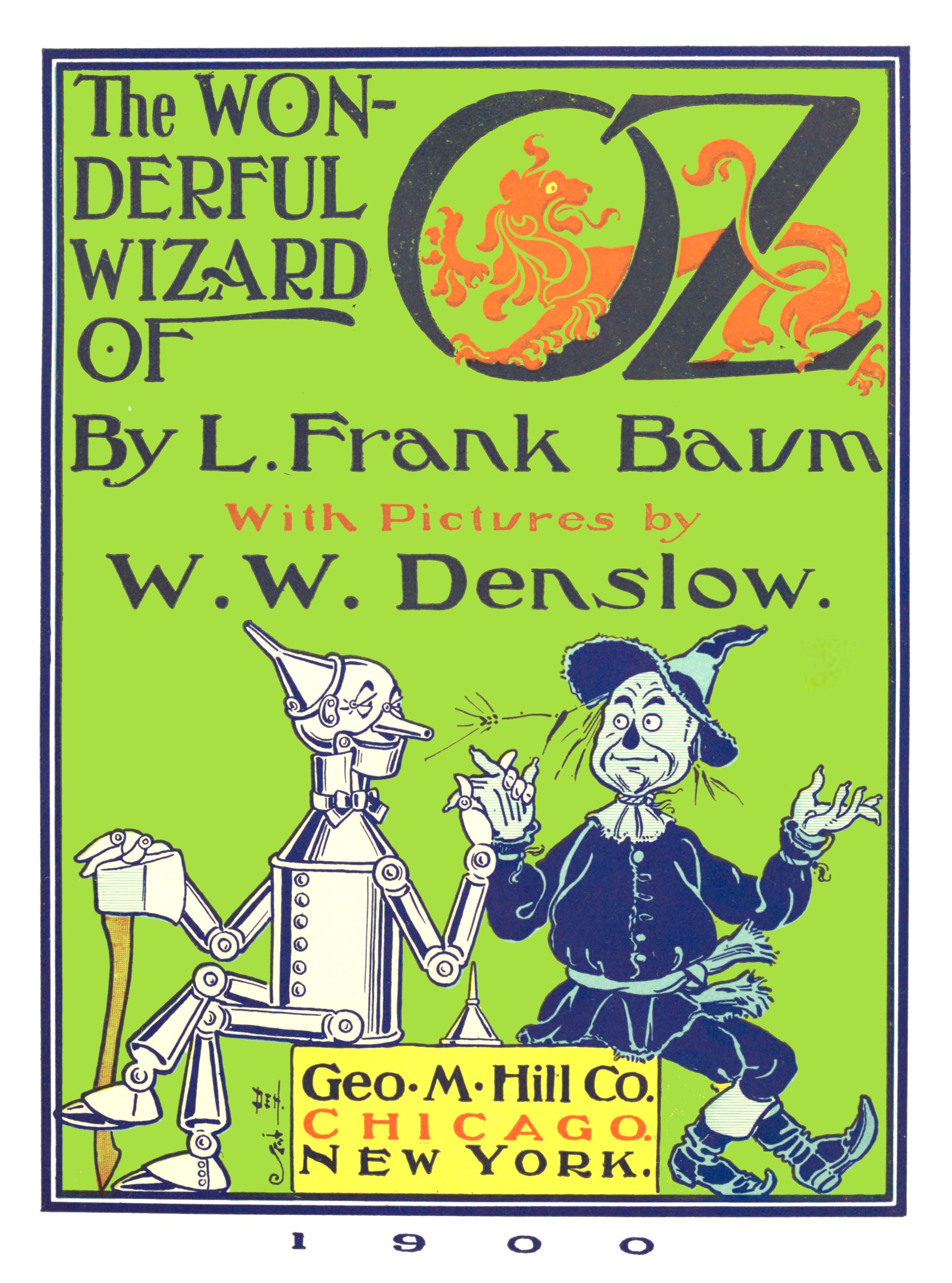
الغلاف الأصلي لساحر أوز العجيب، سنة 1900

- ليمان فرانك بوم ينشر قصته ساحر أوز العجيب سنة 1900.
- توماس مان ينشر قصته بودنبروكس Buddenbrooks سنة 1901.
- أصدر ثيودور هرتزل مؤسس الحركة الصهيونية كتابه «الأرض القديمة الجديدة» سنة 1902 حيث اعطي تصوراته حول وطن اليهود في أرض إسرائيل
- أصدر جوزيف كونراد روايته قلب الظلام سنة 1902.
- أصدر جاك لندن روايته "The Call of the Wild" نداء البراري 1903.
- أصدر ابتون سينكلير روايته الأدغال سنة 1906.
- أصدر جوزيف كونراد روايته العميل السري سنة 1907.
- أصدرت لوسي مود مونتجومري Anne of Green Gables «آن من المرتفعات الخضراء» سنة 1908
- استخدم الكتاب الصرب أسلوب بلغراد الأدبي، وهي الكتابة الشتوكافية والتي أضحت بعدها القاعدة للغة الصربية.
- رسم بابلو بيكاسو لوحته «سيدات من الأفينيون»، والتي اعتبر انها ولادة للفن الحديث.
- بلغت حركة الفن الجديد ذروتها الشعبية مطلع القرن 20.
- بلغت حركة مدرسة تكعيبية ذروتها الشعبية في فرنسا بين 1907-1911.
- بلغت حركة الفوفية ذروتها الشعبية بين عامي 1905-1907.

## اقرأ أيضا
- Hale، Williams Bayard (يناير 1911). "A Dramatic Decade of History: What The First Ten Years Of The Twentienth Century Witnessed Of International Stir - A Time Prolific In Wars, Revolutions And Revolts, National Tragedy And Intrigue". The World's Work: A History of Our Time  [لغات أخرى]‏. ج. XXI: 13855–13868. مؤرشف من الأصل في 2020-01-23. اطلع عليه بتاريخ 2009-07-10.{{استشهاد بدورية محكمة}}:  صيانة الاستشهاد: علامات ترقيم زائدة (link)
- Hutchinson، Woods (يناير 1911). "The Conquest Of The Great Diseases: The National Death-Rate Reduced 10 PerCent, The Discovery Of The Hook-Worm And The "Typhoid Fly", Meningitis And Syphilis Both Conquered During The Decade, The Passing Of Yellow Fever". The World's Work: A History of Our Time  [لغات أخرى]‏. ج. XXI: 13881–13883. مؤرشف من الأصل في 2020-01-23. اطلع عليه بتاريخ 2009-07-10.{{استشهاد بدورية محكمة}}:  صيانة الاستشهاد: علامات ترقيم زائدة (link)
- Keys، C.M. (يناير 1911). "Ten Years Of Industrial America: Manufacturing Industry Far Outpacing Agriculture". The World's Work: A History of Our Time  [لغات أخرى]‏. ج. XXI: 13884–13897. مؤرشف من الأصل في 2020-01-23. اطلع عليه بتاريخ 2009-07-10.{{استشهاد بدورية محكمة}}:  صيانة الاستشهاد: علامات ترقيم زائدة (link)
- Page (editor)، Walter Hines (يناير 1911). "The Astronomical Romance Of A Decade: The Story of Ten Years' Advance In Knowledge Of The Heavens". The World's Work: A History of Our Time  [لغات أخرى]‏. ج. XXI: 13877–13880. مؤرشف من الأصل في 2020-01-23. اطلع عليه بتاريخ 2009-07-10. {{استشهاد بدورية محكمة}}: |الأخير= باسم عام (مساعدة)صيانة الاستشهاد: علامات ترقيم زائدة (link)
- Mahan، Alfred T. (يناير 1911). "The Battleship Of All-Big-Guns: How The Coming Of The "Dreadnought" Made The World's Navies Partly Obsolete, Germany's Growing Commerce Is Responsible For Changes In Many Navies, The Rise of Three Great Navies In Ten Years". The World's Work: A History of Our Time  [لغات أخرى]‏. ج. XXI: 13898–13902. مؤرشف من الأصل في 2020-01-23. اطلع عليه بتاريخ 2009-07-10.{{استشهاد بدورية محكمة}}:  صيانة الاستشهاد: علامات ترقيم زائدة (link)
- Sloss، Robert (يناير 1911). "The Children Of The Gas-Engine: The Revolution In Speed And In Convenience In Transportation - Automobiles, Motor-Cycles, Motor-Boats, Aeroplanes And Other Queer Craft That Ten Years Have Brought". The World's Work: A History of Our Time  [لغات أخرى]‏. ج. XXI: 13869–13877. مؤرشف من الأصل في 2020-01-23. اطلع عليه بتاريخ 2009-07-10.{{استشهاد بدورية محكمة}}:  صيانة الاستشهاد: علامات ترقيم زائدة (link)

## وصلات خارجية
- Los Angeles in the 1900s, a collection of newspaper articles and illustrations from 1900 to 1910